# Blatno (Słowenia)
Blatno – wieś w Słowenii, w gminie Brežice. W 2018 roku liczyła 139 mieszkańców.